# ليام بارسونز
ليام بارسونز هو مجدف كندي، ولد في 27 يونيو 1977 في ثان في فرنسا.

## وصلات خارجية
- ليام بارسونز على موقع الاتحاد الدولي للتجديف (الإنجليزية)
- ليام بارسونز على موقع اللجنة الأولمبية الدولية (الإنجليزية)
- ليام بارسونز على موقع أوليمبيديا (الإنجليزية)